# Den guddommelige vind
Den guddommelige vind er en dokumentarfilm fra 1991 instrueret af Ole John.

## Handling
Dokumentarfilm om DANIDAs projekt med alternative energikilder i Indien.